# Débordement de barrage
Ne doit pas être confondu avec Rupture de barrage.

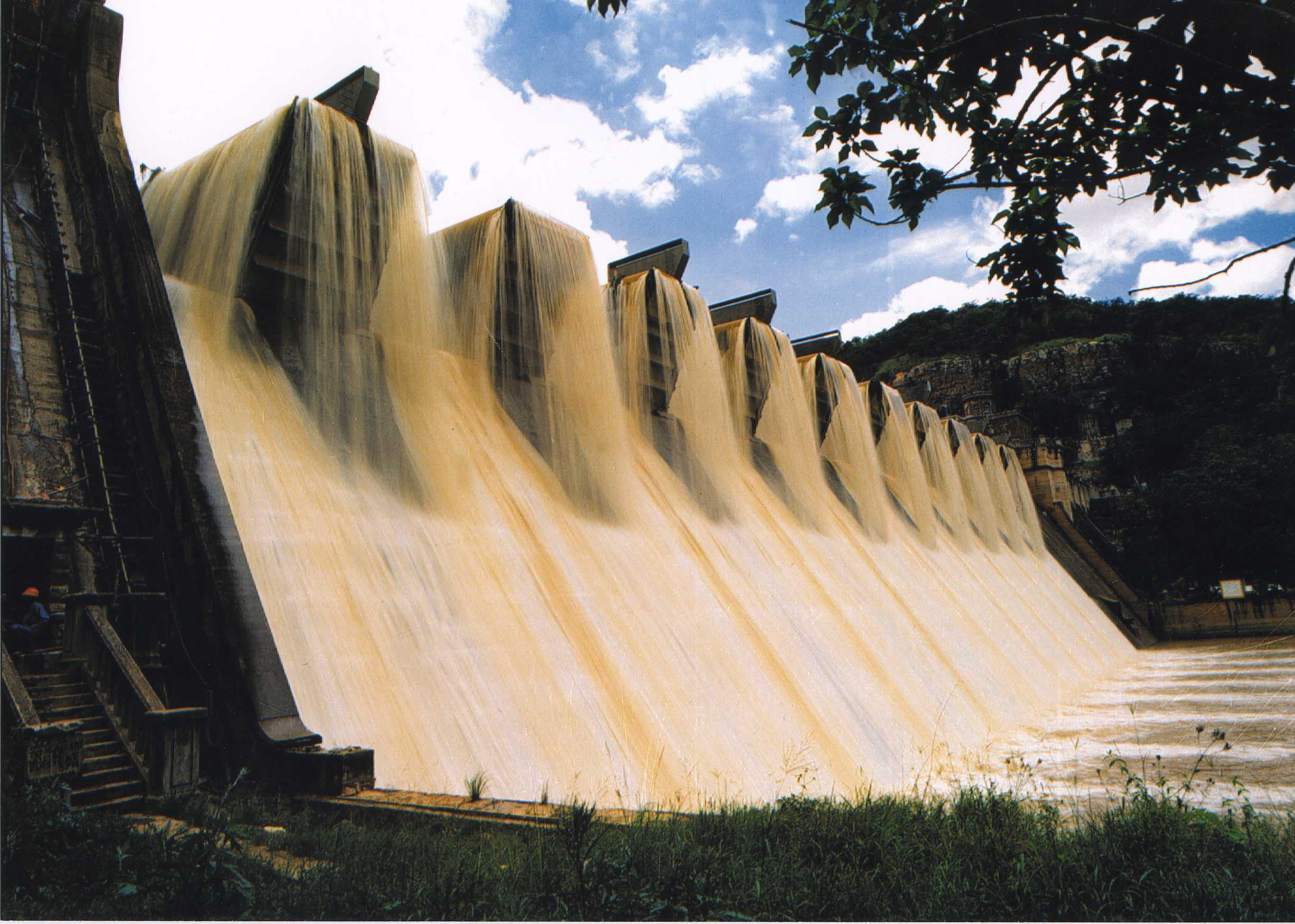
Vue du barrage de Shongweni en Afrique du Sud lors d'une crue : ici, le débordement est prévu dans sa conception par l'aménagement de déversoirs.

Un débordement de barrage est le fait que l'eau de la retenue d'un barrage se déverse par-dessus celui-ci de manière anormale, généralement à la suite d'un apport d'eau plus important que ce que le barrage peut évacuer de manière contrôlée. Ce genre de catastrophe peut aboutir à une diminution de l'intégrité de la structure du barrage, conduisant alors à sa rupture.
La catastrophe de Vajont ou le déluge du Saguenay sont des exemples de catastrophes mettant en jeu un débordement de barrage.
Certains barrages sont prévus pour subir des débordements comme moyen d'évacuation normal de l'eau de retenue ; c'est le cas des seuils et des barrages à débordement comportant des déversoirs. D'autres qui comportent un risque de débordement du fait du régime hydrologique du cours d'eau qu'ils entravent sont doublés d'un évacuateur de crue comme l'aménagement Robert-Bourassa au Canada ou le haut barrage d'Assouan en Égypte.